# Les Leston
Alfred Lazarus Fingleston (16 de dezembro de 1920 – 13 de maio de 2012), mais conhecido como Les Leston, é um ex-automobilista britânico nascido na Inglaterra. Participou de 2 Grandes Prêmios de Fórmula 1 em 1956 e 1957.

## Resultados na Fórmula 1
(Legenda)
| Ano  | Equipe                   | Chassis     | Motor     | Pneus | 1   | 2      | 3    | 4   | 5       | 6   | 7   | 8       | Pontos | Posição |
| ---- | ------------------------ | ----------- | --------- | ----- | --- | ------ | ---- | --- | ------- | --- | --- | ------- | ------ | ------- |
| 1957 | Cooper Car Company       | Cooper T43  | Climax L4 | D     | ARG | MON NQ | INDY | FRA |         | ALE | PES | ITA     | -      | NC      |
| 1957 | Owen Racing Organisation | BRM P25     | BRM L4    | D     | ARG |        | INDY | FRA | GBR Ret | ALE | PES | ITA     | -      | NC      |
| 1956 | Connaught Engineering    | Connaught B | Alta L4   | A     | ARG | MON    | INDY | BEL | FRA     | GBR | ALE | ITA Ret | -      | NC      |